# Grand Prix Mozambiku
Grand Prix Mozambiku, oryg. Grand Prix de Moçambique – wyścig samochodów jednomiejscowych organizowany w latach 1958–1971 w miejscowości Lourenço Marques, stolicy Mozambiku.
W 1950 roku w Lourenço Marques odbył się wyścig na niewielkim torze ulicznym zaś w 1958 roku powołano Grand Prix. W 1961 tor został powiększony. W 1962 roku oddano do użytku stały tor pod nazwą Circuito de Lourenço Marques. W latach 1966–1967 wyścig był organizowany pod nazwą Governor General Cup.
W 1970 roku tor został przebudowany. Po raz ostatni Grand Prix Mozambiku odbyło się w 1971 roku.

## Zwycięzcy
Źródło: jpgleize.perso.neuf.fr
| Sezon | Kierowca         | Samochód            | Tor                          | Klasa         |
| ----- | ---------------- | ------------------- | ---------------------------- | ------------- |
| 1958  | Ian Fraser-Jones | Porsche             | Lourenço Marques             | Formuła Libre |
| 1961  | Bruce Johnstone  | Cooper-Alfa Romeo   | Lourenço Marques             | Formuła Libre |
| 1962  | Peter de Klerk   | Alfa Special        | Circuito de Lourenço Marques | Formuła 1     |
| 1963  | Peter de Klerk   | Alfa Special        | Circuito de Lourenço Marques | Formuła 1     |
| 1964  | John Love        | Cooper-Climax       | Circuito de Lourenço Marques | Formuła 1     |
| 1965  | John Love        | Cooper-Climax       | Circuito de Lourenço Marques | 3000cc        |
| 1966  | Dave Charlton    | Brabham BT11-Climax | Circuito de Lourenço Marques | Formuła 1     |
| 1967  | John Love        | Brabham BT20-Repco  | Circuito de Lourenço Marques | Formuła 1     |
| 1968  | Jackie Pretorius | Lola-Ford           | Circuito de Lourenço Marques | Formuła Libre |
| 1969  | John Love        | Lotus 49B-Ford      | Circuito de Lourenço Marques | Formuła Libre |
| 1970  | Dave Charlton    | Lotus 49C-Ford      | Circuito de Lourenço Marques | Formuła 1     |
| 1971  | John Love        | Surtees-Ford        | Circuito de Lourenço Marques | Formuła 1     |